# Epieimeria isabellae
Epieimeria isabellae is een soort in de taxonomische indeling van de Myzozoa, een stam van microscopische parasitaire dieren. Het organisme komt uit het geslacht Epieimeria en behoort tot de familie Eimeriidae. Epieimeria isabellae werd in 1982 ontdekt door Lom & Dyková.